# Гомосексуальна паніка
Гомосексуальна паніка (також гей-паніка) – термін, вперше спожитий психіатром  Едвардом Дж. Кемпф в 1920 році, описує  гострий  реактивний психоз – страх того, що інші виявлять нібито наявну у людини гомосексуальність. Незважаючи на психотичну природу такого стану, Кемпф назвав його «гострою гомосексуальною панікою». Цей стан також називають «хворобою Кемпфа».
Такі випадки можуть відбуватися в ситуаціях, пов'язаних з безпосередньою близькістю людей однієї статі, наприклад, в гуртожитках або казармах. Одним з найбільш великих прикладів може служити масова мобілізація під час  Другої світової війни, коли в казармах був загальний душ і туалет, в яких часто не було навіть дверей .

## Правовий захист
В сфері  правового захисту під терміном «гомосексуальна паніка» розуміється особливий психологічний стан, близький до стану  афекту, яке настає у гетеросексуального чоловіка, коли до нього проявляє інтерес гей /  бісексуал. Це поняття часто використовується в судах стороною, що обвинувачується в злочині проти гомосексуалів (частіше в нападі або вбивстві). При цьому злочинці стверджують, що вони стали об'єктом романтичних або сексуальних домагань з боку жертви, які були настільки образливі і страшні, що призвели до  психотичного стану, викликавши незвичайне насильство. Таким чином, захист прагне довести, що мав місце стан  неосудності підсудного і пом'якшити вирок, крім того при цьому пропонується  частину провини перекласти на жертву, яка нібито сама спровокувала злочин. Юрисдикцією багатьох країн таке «виправдання» не визнається.
Поняття «гомосексуальної паніки» стало відомо, зокрема, щодо процесу над убивцями Метью Шепарда.
Транс-паніка – аналогічне виправдання, що застосовується в тих випадках, коли жертви – транссексуали або інтерсексуальні люди.